# Bactriola falsa
Bactriola falsa är en skalbaggsart som beskrevs av Martins och Maria Helena M. Galileo 1992. Bactriola falsa ingår i släktet Bactriola och familjen långhorningar. Inga underarter finns listade.